# 中西香菜
中西香菜（1997年6月4日—），原為日本女子組合ANGEME（舊稱：S/mileage）二期正式成員，隸屬於演藝經紀公司UP-FRONT AGENCY旗下。已於2019年12月10日從ANGERME及早安家族畢業。畢業後販售個人品牌時尚飾品。

## 個人資料
- 專長：游泳、扮鬼臉
- 擅長的模仿：嚇唬別人的貓、猩猩
- 興趣：與狗玩
- 特技：ゴリラになること。変顔。
- 喜歡的食物：お好み焼きと、ピーマンいため、媽媽做的料理
- 擅長的科目：理科
- 喜歡的動物：狗
- 喜歡的地方：動物園
- 憧憬的前辈：S/mileage的前田憂佳
- 隊裡應援色：淺藍（S/mileage時期）

## 個人簡歷

### 2011年
- 參與S/mileage新成員招募合格，於8月14日發布為S/mileage預備成員。
- 10月16日 升格為S/mileage正式成員。

## 所屬團體組合
- S/mileage（2011年8月14日～2015年1月1日）
- ANGERME（2015年1月1日～2019年12月10日）